# Saint-Georges-du-Bois (Maine-et-Loire)
Saint-Georges-du-Bois é uma ex-comuna francesa na região administrativa da Pays de la Loire, no departamento de Maine-et-Loire. Estendeu-se por uma área de 9,42 km². Em 2010 a comuna tinha 412 habitantes (densidade: 43,7 hab./km²).
Em 1 de janeiro de 2016 foi fundida com as comunas de Fontaine-Guérin e Brion para a criação da nova comuna de Les Bois-d'Anjou.